# Восточный (Серовский район)
Восто́чный — посёлок в Серовском районе Свердловской области России. Входит в Сосьвинский муниципальный округ. С 31 декабря 2004 года рабочий посёлок Восточный был отнесён к категории сельских населенных пунктов к виду посёлок.

## Географическое положение
Посёлок Восточный расположен на высоком левом берегу реки Туры, в 42 километрах (по автодорогам в 46 километрах) к югу от посёлка Сосьва, в 114 километрах к юго-востоку от города Серова (по автодорогам в 154 километрах), а в половодье транспортная связь осуществляется через город Верхотурье (по дороге в 177 километрах). В посёлке находится станция Предтурье направления Алапаевск — Серов Свердловской железной дороги.

## Население
| 1959 | 1970  | 1979  | 1989  | 2002  | 2010  | 2021  |
| ---- | ----- | ----- | ----- | ----- | ----- | ----- |
| 7478 | ↗7835 | ↘7221 | ↘7155 | ↘5729 | ↘4673 | ↘4316 |

## Экономика

### Промышленность
В посёлке Восточном есть лесная и деревообрабатывающая промышленность, действуют ООО «Отрадновский леспромхоз»,  лесоперерабатывающий комбинат  АО«Аргус-СФК», оснащённый современным оборудованием.

### Транспорт
Находящаяся в посёлке железнодорожная станция Предтурье связана постоянным пригородным сообщением с Алапаевском, Екатеринбургом, Серовом и Сосьвой. Пассажирское сообщение дальнего следования отсутствует с 2012.
Посёлок связан асфальтированной автомобильной дорогой с городом Верхотурьем. Тем не менее через реку Туру не было постоянного моста, использовался поставленный в 1998 году понтонный мост. Лишь в 2017 году был построен капитальный железобетонный мост длиной 152 м.

## Преображенская церковь
Церковь в честь Преображения Господня.